# Комаровка (Хиславичский район)
Комаровка — деревня в Хиславичском районе Смоленской области России. Входит в состав Печерского сельского поселения. Население — 24 жителя (2007 год).

## История
Обозначена на Планах Генерального Межевания Смоленской Губернии. Это 1780—1790 годы. При чём левобережная часть названа селом, а правобережная деревней.
В списке населённых мест Смоленской Губернии 1859 года указано также две Комаровки. В Сельце Комаровка было 12 дворов и 130 жителей, в деревне — 13 дворов и 140 жителей.
На карте 1926 года Комаровкой называется только правобережная часть, и в ней 88 дворов. Левобережная названа Литвиновка и в ней 20 дворов.
В годы Великой Отечественной войны деревня была оккупирована гитлеровскими войсками в июле 1941 года, освобождена в сентябре 1943 года.
В 1978 году входила в Комаровский сельсовет (с управлением в деревне Козловка) Хиславичского района.

## География
Расположена в юго-западной части области в 13 км к юго-востоку от Хиславичей, на берегу реки Трахотинка.
в 2 верстах северо-восточнее находилась ныне опустевшая деревня Хвощёвка (Хвощевка, Хвощовка, Хващевка).

## Транспорт
в 18 км западнее автодороги А141 Орёл — Витебск. В 18 км восточнее деревни расположена железнодорожная станция Стодолище на линии Смоленск — Рославль.